# گالن (مونتانا)
گالن (به انگلیسی: Galen) یک منطقهٔ مسکونی در ایالات متحده آمریکا است که در مونتانا قرار دارد.